# Valentin Landry
Pour les articles homonymes, voir Landry.
Valentin Landry (1844-1919) était un instituteur, un inspecteur d'écoles et journaliste, fondateur du journal L'Évangéline et nationaliste acadien.

## Origines
Valentin Landry naît le 14 février 1844 à Pokemouche, au Nouveau-Brunswick. Ses parents sont Joseph-Auguste Augustin Landry, un marchand, et Olive Robichaud, mariés le 3 novembre 1835.
Son père, Joseph-Auguste Augustin Landry, naît le 21 février 1815 à Pokemouche. Ses parents sont Augustin Landry (1790-1836) et Suzanne Alain (1791-1866). Augustin Landry était un constructeur naval à Pokemouche et lègue une fortune importante à sa famille. Suzanne est une professeure privée à Pokemouche. Son arrière-arrière-grand-père, Alexis Landry, naquit à Grand-Pré, échappa à la Déportation des Acadiens et fut l'un des fondateurs de Caraquet.
Sa mère, Olive Robichaud, meurt le 3 janvier 1860 au Nouveau-Brunswick. Ses parents sont Charles Robichaud et Adélaïde Savoie.
Après le décès de sa mère, son père se remarie avec Clémence Gallant, de Grande-Digue. Valentin a six sœurs et deux frères, issus du premier mariage: Augustin (1836-1927), François (~1840-?), Marie-Anne (1842-?), Geneviève (1846-1866), Macrine (1848-1865), Olive (1849-?), Marie (1852-?) et Adélaïde (1854-1942). Son frère Augustin est capitaine et sa sœur Adélaïde est cofondatrice de l'un des deux seules communautés religieuses acadiennes.

## Études et enseignement
Valentin Landry commence ses études à Pokemouche. La famille déménage ensuite à Shédiac en 1856, où il termine son éducation élémentaire. Il entre ensuite à la Westmorland Grammar School, de Moncton, où il obtient un brevet d'études commerciales en 1861.
Il fait ensuite un stage d'enseignement à la Baie-Sainte-Marie en Nouvelle-Écosse mais, ne se sentant pas encore prêt pour l'enseignement, il tente de faire fortune à Philadelphie, puis dans le nord du Nouveau-Brunswick et enfin à Halifax. Finalement, il retourne aux études en 1865 en s'inscrivant au Collège Saint-Joseph de Memramcook.
En 1866, il commence pour de bon sa carrière d'enseignant à Weymouth, puis l'année suivante à Saulnierville, pour retourner encore une fois aux études à l'école normale de Truro, où il décroche en 1868 son brevet d'enseignement de première classe.
Il se marie le 31 octobre 1870 à Mary Lavinia Beckwith, la fille d'un député de Nouvelle-Écosse et reprend l'enseignement, cette fois à Beaver River, puis à nouveau à Weymouth et enfin à Plympton.
Il tente de se lancer en politique en se présentant aux élections provinciales de 1875 en tant que candidat libéral dans le comté de Digby, mais laisse tout tomber avant même d'être élu pour prendre un poste de professeur à l'école normale de Fredericton au Nouveau-Brunswick.
Il est nommé inspecteur d'écoles en 1879 et devient ainsi le premier Acadien nommé à un tel poste, poste qu'il gardera jusqu'à sa démission en 1887. Les motifs exacts de cette démission ne sont pas tranchés, certains arguant du fait que Landry était politiquement associé aux Libéraux dans une province alors tenue par les Conservateurs, d'autres estimant que son militantisme en faveur de la francisation de l'enseignement en était la raison.

## Journalisme et militantisme
Tout en assumant ses fonctions d'inspecteur des écoles, Valentin Landry avait déjà commencé à s'intéresser au journalisme en étant un des fondateurs du journal Le Courrier des provinces maritimes de Bathurst, dont il sera même le gérant de 1885 à 1887.
Mais après sa démission de l'éducation, il part s'installer à Digby où il se consacre alors pleinement au journalisme et fonde L'Evangéline, qui allait devenir le journal emblématique des Acadiens.
Deux ans plus tard, il déménage L'Évangéline à Weymouth pour se rapprocher d'un potentiel de clientèle plus grand et fonde par la même occasion un journal anglophone The Weymouth Press qui paraîtra jusqu'en 1904. 
Parallèlement à ses activités de journaliste, Valentin Landry mène des actions en faveur de l'émancipation des Acadiens. Il recueille notamment des fonds pour améliorer l'accès de ses compatriotes à l'éducation et s'intéresse à nouveau à la politique, non pas pour lui-même cette fois, mais en essayant d'obtenir l'élection d'un sénateur acadien en Nouvelle-Écosse. Ce sera chose faite en 1907 avec l'élection de Ambroise-Hilaire Comeau, en partie grâce aux articles de Landry dans l'Évangéline qui réussit à rassembler tout le monde autour d'un seul et unique candidat.
Entre-temps, il déménage encore L'Évangéline, cette fois à Moncton en 1905, car cette ville connaît une forte progression de sa population acadienne qui à elle seule représente alors les deux tiers de sa clientèle.
Landry, qui en Nouvelle-Écosse avait entamé un combat pour la nomination d'un évêque acadien, redouble d'efforts une fois arrivé à Moncton. Il prend à partie la hiérarchie catholique des provinces maritimes, alors majoritairement d'origine irlandaise, et se fait même réprimander par le représentant du pape, Monseigneur Sbaretti. Celui-ci ira jusqu'à demander à la Société l'Assomption, un des principaux bailleurs de fonds de L'Évangéline, de ne plus lui fournir d'aide.
C'est en partie pour cette raison que Landry se décide à vendre son journal en 1910. Peu de temps après, il devient veuf et se remarie en 1913 avec Mary U. Beckwith, la nièce de sa première épouse. Il décède à l'âge de 75 ans, le 17 mai 1919, à Moncton.

## Bilan
Valentin Landry fit partie de ces Acadiens de la fin du 18e et du début du XIXe siècle qui furent à l'origine des avancées significatives obtenues à cette époque. Toutes les causes dans lesquelles il s'est investi ont fini par aboutir : nomination d'un sénateur acadien originaire de Nouvelle-Écosse, nomination d'un évêque acadien, éducation supérieure enfin ouverte aux Acadiens, sans compter son journal qui finit par supplanter son rival, Le Moniteur acadien.

## Divers
Un monument en l'honneur de Valentin Landry a été inauguré dans sa ville natale de Pokemouche le 1er octobre 1979. Valentin Landry et son journal sont mentionnés dans le poème Pokemouche, dans le recueil de poésie La terre tressée de Claude Le Bouthillier.